# Synanthedon moganensis
Synanthedon moganensis is een vlinder uit de familie wespvlinders (Sesiidae), onderfamilie Sesiinae.
Synanthedon moganensis is voor het eerst wetenschappelijk beschreven door Yang & Wang in 1992. De soort komt voor in het Oriëntaals gebied.